# Trupiál
A trupiál (Icterus) a verébalakúak (Passeriformes) rendjébe sorolt csirögefélék (Icteridae) családjába tartozó madárnem.
Először Mathurin Jacques Brissone francia ornitológus írta le 1760-ban. 

## Fajai
Jelenleg az alábbi fajok tartoznak ide:
- Scott-trupiál (Icterus parisorum)
- feketefejű trupiál (Icterus graduacauda)
- feketeszárnyú trupiál (Icterus chrysater)
- narancstrupiál (Icterus galbula)
- Bullock-trupiál (Icterus bullockii)
- feketehátú trupiál (Icterus abeillei)
- csíkoshátú trupiál (Icterus pustulatus)
- jamaicai trupiál (Icterus leucopteryx)
- aranytrupiál (Icterus auratus)
- narancsmellű trupiál (Icterus nigrogularis)
- feketetorkú trupiál (Icterus gularis)
- sárgafarkú trupiál (Icterus mesomelas)
- cseppfoltos trupiál (Icterus pectoralis)
- Icterus graceannae
- tűztrupiál (Icterus jamacaii[1] vagy Icterus icterus jamacaii)[2]
- fehérszárnyú trupiál (Icterus icterus)
- narancshátú trupiál (Icterus croconotus[1] vagy Icterus icterus croconotus)[2]
- Icterus maculialatus
- Wagler-trupiál (Icterus wagleri)
- álarcos trupiál (Icterus cucullatus)
- feketecsuklyás trupiál (Icterus prosthemelas)
- kerti trupiál (Icterus spurius)
- Icterus fuertesi[1] vagy Icterus spurius fuertesi[2]
- antillai trupiál (Icterus dominicensis)
- kubai trupiál (Icterus melanopsis[1] vagy Icterus dominicensis melanopsis)[2]
- bahamai trupiál (Icterus northropi[1] vagy Icterus dominicensis northropi)[2]
- Puerto Ricó-i trupiál (Icterus portoricensis[1] vagy Icterus dominicensis portoricensis)[2]
- banán trupiál (Icterus bonana)
- montserrati trupiál (Icterus oberi)
- Saint Lucia-i trupiál (Icterus laudabilis)
- narancsfejű trupiál (Icterus auricapillus)
- vörösvállú trupiál (Icterus cayanensis)
- Icterus pyrrhopterus[1] vagy Icterus cayanensis pyrrhopterus[2]

## Előfordulásuk
Az egész Amerikai kontinensen honosak. Természetes élőhelyeik a szubtrópusi és trópusi erdők, cserjések, szavannák és sivatagok.

## Megjelenésük
Testhosszuk 16-27 centiméter közötti. A hímek általában fekete és élénk sárga vagy narancssárga tollazatúak, a tojók és fiatalak tompább színűek.

## Életmódjuk
Főleg ízeltlábúakkal táplálkoznak, de növényi anyagokat is fogyasztanak.